# Меджидия
Меджидия (рум. Medgidia) — город в Румынии, жудец Констанца, на румынском канале Дунай — Чёрное море.

## История
Местность Чёрнаводской долины («Карасу») была заселена с времен неолита. В 46 году до н. э. захвачена Римской империей, которая построила на этом месте военную базу. В 1417 году турки захватили и колонизировали Добруджу. Село было названо Карасу (тур. Karasu — «Чёрная вода»), болг. Чорна вода. Карасу отмечено на карте Иегуды бен Зара (1497). Это село также упоминают Паоло Джорджио (1590) и Эвлия Челеби (1653). В 1865 году село было переименовано в город Меджидие, в честь турецкого султана Абдул-Меджида, который переселил сюда новых колонистов. Сейчас мусульмане составляют 16,65 % населения Меджидии.
В 1877 году войска Российской империи в ходе Русско-турецкой войны взяли Меджидию и передали её впоследствии королевству Румыния. Присоединение города к Румынии в 1878 году подтвердил Берлинский конгресс.
В 1926 году в Меджидии был возведён мавзолей погибших здесь в Первую мировую войну сербских, хорватских и словенских добровольцев. Мавзолей имеет форму пирамиды. На церемонии открытия присутствовали официальные представители Румынии и Королевства СХС.
В 1937 году Меджидию посетил польский ориенталист Тадеуш Ковальский, изучавший диалект местных татар. В 1965 году Меджидию с аналогичной целью посетил венгерский тюрколог Иштван Конгур Мандоки.
В Меджидии похоронен известный албанский политик Ибрагим Темо (1865 – 1945).

## Промышленность
Транспортный узел. Один из центров производства строительных материалов в стране, созданный во времена коммунистической власти. В Меджидии расположены механический завод, предприятия пищевой промышленности.

## Климат
Климат умеренный континентальный, с холодными зимами и жарким летом.

## Население
Население составляет 36 тысяч жителей (2011 год).
| 1912 | 1930 | 1948 | 1956  | 1966  | 1977  | 1992  | 2002  | 2011  |
| ---- | ---- | ---- | ----- | ----- | ----- | ----- | ----- | ----- |
| 6252 | 6466 | 6916 | 17943 | 40281 | 40281 | 46657 | 43841 | 39780 |

Большинство меджидийцев — румыны (71 %), крупнейшими нацменьшинствами в городе являются турки (8,39 %) и татары (8,09 %). Верующие исповедуют православие (72,11 %) и ислам (16 %).

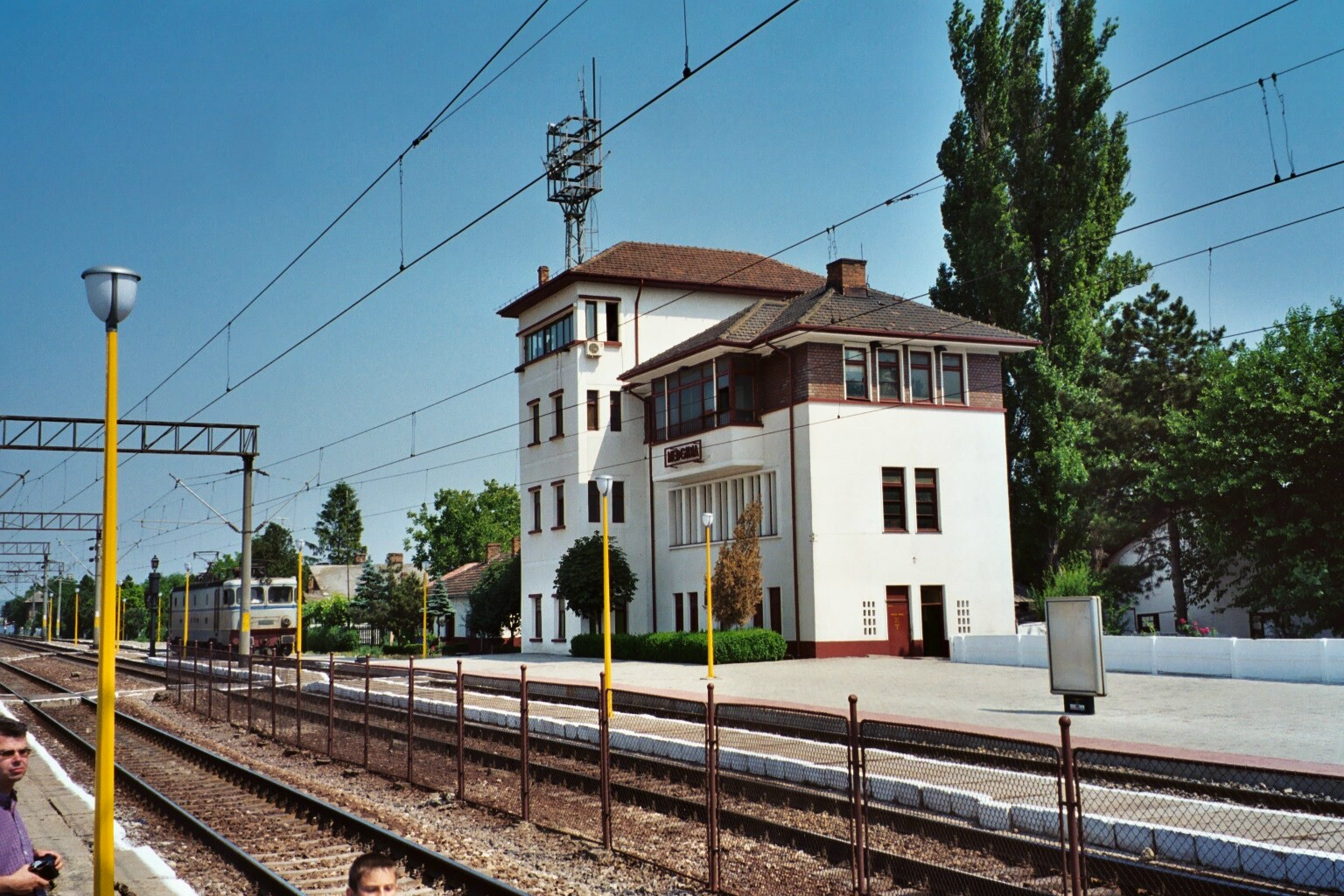
Железнодорожная станция

## Известные уроженцы и жители города
- Дан Георге Спэтару — поп-певец и актёр, известный по главной роли в советском фильме «Песни моря».
- Титус Корлэцян — министр иностранных дел Румынии с 2012 по 2014 год.
- Елена Влэдэряну — поэтесса.

## Города-побратимы
- Кагул, Молдова;
- Фавора, Италия;
- Чжумадянь, Китай;
- Ялова, Турция.